# Murray-Mündung
Die Murray-Mündung ist der Punkt

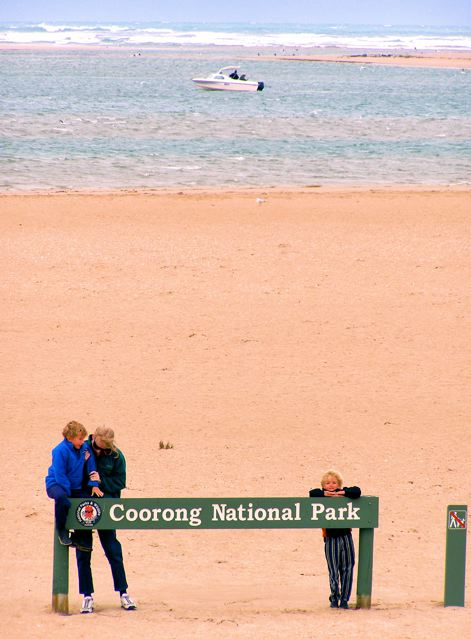
Die enge Murray-Mündung in der Ferne von ‘’Hindmarsh Island’’ aus gesehen (November 2006)

(35° 33′ 29″ S, 138° 52′ 50″ O), an dem der Murray River, der wasserreichste australische Fluss auf den Indischen Ozean trifft. Dieser Punkt verschiebt sich allerdings laufend. Historische Aufzeichnungen zeigen, dass der Kanal hinaus zum Meer mit der Zeit entlang der Sanddünen wandert. Führt der Fluss mehr Wasser und die See ist rau, erodieren die beiden Gewässer die Sanddünen und schaffen einen neuen Kanal, wobei der alte sich langsam mit Schlick füllt und verschwindet.
Die Mündung befindet sich zwischen zwei sandigen Halbinseln. Die Sir Richard Peninsula gegen Nordwesten trennt den Goolwa Channel (den Hauptarm des Murray River) vom Ozean. Die viel längere Halbinsel Younghusband gegen Südosten trennt den Coorong vom Meer.
Die Murray-Mündung ist durch eine Reihe von flachen Inseln vom Lake Alexandrina getrennt. Die größte von ihnen, Hindmarsh Island, liegt direkt gegenüber der Mündung. Eine Reihe von Flutbarrieren verbindet die Inseln und trennt das salzige Meerwasser vom Süßwasser im Lake Alexandrina und seinen Zuflüssen. Bei hohem Wasserstand im Fluss können die Flutbarrieren geöffnet werden.

## Frühgeschichte
Ursprünglich mündete der Murray River beim heutigen Port Pirie (nördlich von Adelaide) in den Spencer-Golf. Dort kann man heute noch sein großes Delta sehen. Eine Landhebung aber blockierte den Fluss am Südende der Flinderskette und so fand der Murray River sein neues Bett zur heutigen Mündung beim Lake Alexandrina.

## Wasserführung

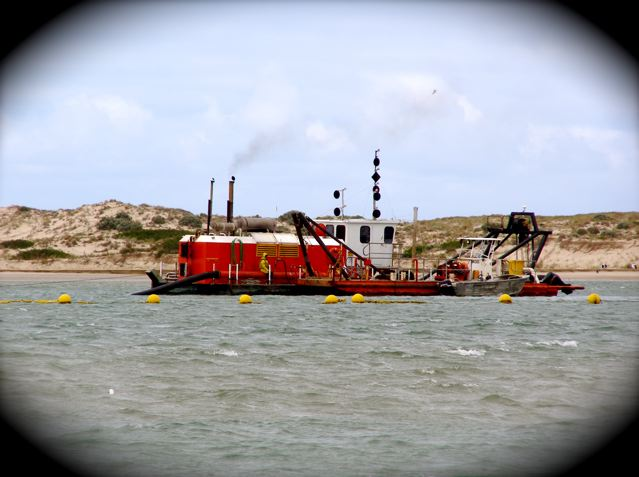
Ausbaggern der Murray-Mündung. Blick von Hindmarsh Island

Das Wasser des Murray River wird von den Bauern in vier australischen Bundesstaaten zur Landbewässerung verwendet und ebenso für die Trinkwasserversorgung der meisten Siedlungen am Fluss und in weiterer Entfernung, wobei das Wasser dann durch Pipelines gefördert wird. Heute sieht man ein, dass man zu viel Wasser dem Fluss entnimmt, aber wirtschaftliche und politische Gründe machen eine Problemlösung schwierig. Eine sichtbare Folge der zu großen Wasserentnahme ist das Verschließen der Mündung.
Seit Oktober 2002 arbeiteten zwei Flussbagger an der Murray-Mündung und entfernten Sand aus dem Kanal, um wenigstens eine minimale Wasserströmung vom Meer in die Coorong-Lagune zu gewährleisten. Ohne diese ununterbrochenen Ausbaggerungsarbeiten würde sich die Mündung mit Schlick verschließen und den Zustrom kalten Meerwassers in den Coorong unterbinden. Dies würde zu einer Erwärmung des Wassers in der Lagune und zum Umkippen des Gewässers führen. 
Mitte 2006 konnten die Baggerarbeiten vermindert werden, da sich die Verhältnisse an der Mündung verbessert hatten. Jetzt arbeitet nur noch ein Bagger und ein privater Reeder darf den Kanal zwischen Goolwa und dem Coorong, an der Murray-Mündung vorbei, befahren.